# 阿列夫數
在集合論中，阿列夫數或艾禮富數是一連串超窮基數。其標記符號為 ℵ （由希伯來字母‎(aleph)演變而來）加角標表示。
可數集（包括自然數）的勢標記為{\displaystyle \aleph _{0}}，下一個較大的勢為{\displaystyle \aleph _{1}}，再下一個是{\displaystyle \aleph _{2}}，以此類推。一直繼續下來，便可以對任一序數 α 定義一個基數{\displaystyle \aleph _{\alpha }}。
這一概念來自於康托尔，他定義了勢，並认识到无穷集合是可以有不同的勢的。
阿列夫數与一般在代數與微積分中出現的無限 (∞) 不同。阿列夫數用来衡量集合的大小，而無限只是在極限的寫法中出現，或是定義成擴展的實數軸上的端點。某些阿列夫數會大於另一些阿列夫數，而無限只是無限而已。

## 構造性定義
阿列夫數的直觀定義並沒有解釋什麽叫“下一個較大的勢”，也沒有證明是否存在“下一個較大的勢”。即便承認對任意的基數都存在更大的基數，是否存在“下一個較大的勢”使得這個基數和“下一個較大的基數”之間不再有其他的基數仍然是個問題。下面的構造型定義解決這個問題：:28
- ℵ0定義從前，它是一個良序集ℕ的序數；
- 考慮良序集[1]:25按照某种同構關係[注 1]划出的等價類[1]:18[注 2]；
  - 如上定義的等價類有一個特點：可比較[1]:25，
- 設ℵa已定義且是一良序集的基數，考慮：
  1. 由於ℵa是某良序集的基數，這個良序集必存在于某個等價類中；一定還有其他基數爲ℵa的良序集，這些良序集必將也存在于某個等價類中（可能與上面的同屬同一個等價類，但不一定）。所有這些等價類[注 3]將做成一集，記爲Z(ℵa)。
  2. Z(ℵa)也是良序集。[1]:27
  3. 定義ℵa+1:= card(Z(ℵa))，它是一個良序集的基數。

## 阿列夫1
{\displaystyle \aleph _{1}}是所有可數序數集合的勢，稱為 ω1或有時為Ω。這個ω1本身是一個比所有可數序數更大的序數，因此它為一個不可數集。

### 數“阿列夫”
在中國大陸，實數集的基數常被記爲𝖈或 ℵ，卽 ℵ := ℶ₁，這樣連續統假設就常常被表述爲 ℵ = ℵ₁．閲讀相關讀物時應避免混淆。人們在學數學分析（微積分）時常常以爲自己時常遇到的是阿列夫数，事實上他們遇到的是 “ℵ”或“𝖈”，卽角標爲1的 ℶ 數。除非討論集合論，否則阿列夫数將是最不常用的基數之一。

## 另見
- 格奧爾格·康托爾
- 基數
- 不可數集合
- 連續統假設：不存在一個基數絕對大於可數集而絕對小於實數集的集合。

## 外部連結
- 埃里克·韦斯坦因. . MathWorld.
- aleph numbers at PlanetMath.